# Race of Champions 2005
Race of Champions 2005 – 18. edycja rozgrywanego co roku wyścigu Race of Champions (Wyścig Mistrzów), w którym biorą udział kierowcy wyścigowi i rajdowi z całego świata. Została rozegrana 3 grudnia 2005 roku na stadionie Stade de France w Saint-Denis pod Paryżem.
W rywalizacji udział wzięło 20 kierowców z 11 państw. Oprócz tradycyjnych reprezentacji z sześciu państw (Francja, USA, Wielka Brytania, Finlandia, Brazylia oraz Niemcy) do Wyścigu przystąpiły ponadto 4 zespoły: Team PlayStation, czyli druga reprezentacja Francji, Skandynawia (Tom Kristensen z Danii oraz Mattias Ekström ze Szwecji), Benelux (Christijan Albers z Holandii i Francois Duval z Belgii), a także zespół dopuszczony na zasadach tzw. "dzikiej karty" (Dan Wheldon z Wielkiej Brytanii oraz Dani Sordo z Hiszpanii).
Zawodnicy ścigali się takimi samochodami, jak Porsche 911 GT3, Renault Mégane Trophy, Citroën Xsara WRC, a także pojazdem przygotowanym specjalnie na Race of Champions, ROC Car.
Tytuł Mistrza Mistrzów wywalczył mistrz WRC Sébastien Loeb, natomiast Puchar Narodów zdobył zespół Skandynawii.

## Lista startowa kierowców
| Państwo / Zespół           | Kierowca wyścigowy | Kierowca rajdowy     |
| -------------------------- | ------------------ | -------------------- |
| Francja                    | Jean Alesi         | Sébastien Loeb       |
| Stany Zjednoczone          | Jeff Gordon        | Travis Pastrana      |
| Wielka Brytania            | David Coulthard    | Colin McRae          |
| Finlandia                  | Heikki Kovalainen  | Marcus Grönholm      |
| Brazylia                   | Felipe Massa       | Nelson Ângelo Piquet |
| Skandynawia                | Tom Kristensen     | Mattias Ekström      |
| Benelux                    | Christijan Albers  | Francois Duval       |
| Francja (Team PlayStation) | Sébastien Bourdais | Stéphane Peterhansel |
| Niemcy                     | Bernd Schneider    | Armin Schwarz        |
| Wildcard – ROC             | Dan Wheldon        | Dani Sordo           |

## Rywalizacja kierowców
Rywalizacja odbywa się w systemie pucharowym (przegrany odpada). Kierowcy zostali podzieleni na 2 grupy – kierowców wyścigowych i kierowców rajdowych. Zwycięzcy każdej z grup spotykają się w głównym finale, w którym walczą o tytuł Mistrza Mistrzów (Champion of Champions).

### Kierowcy wyścigowi
|  |                      |                      |                |                |   |                   |                   |          |  |  |       |       |       |
|  | Ćwierćfinał          | Ćwierćfinał          | Ćwierćfinał    |                |   | Półfinał          | Półfinał          | Półfinał |  |  | Finał | Finał | Finał |
|  | Ćwierćfinał          | Ćwierćfinał          | Ćwierćfinał    |                |   | Półfinał          | Półfinał          | Półfinał |  |  | Finał | Finał | Finał |
|  |                      |                      |                |                |   |                   |                   |          |  |  |       |       |       |
|  |                      |                      |                |                |   |                   |                   |          |  |  |       |       |       |
|  | Heikki Kovalainen    | Heikki Kovalainen    | 1              |                |   |                   |                   |          |  |  |       |       |       |
|  | Heikki Kovalainen    | Heikki Kovalainen    | 1              |                |   |                   |                   |          |  |  |       |       |       |
|  | Bernd Schneider      | Bernd Schneider      | 0              |                |   |                   |                   |          |  |  |       |       |       |
|  | Bernd Schneider      | Bernd Schneider      | 0              |                |   | Heikki Kovalainen | Heikki Kovalainen | 1        |  |  |       |       |       |
|  |                      |                      |                |                |   | Heikki Kovalainen | Heikki Kovalainen | 1        |  |  |       |       |       |
|  |                      |                      | Felipe Massa   | Felipe Massa   | 0 |                   |                   |          |  |  |       |       |       |
|  | Jean Alesi           | Jean Alesi           | Felipe Massa   | Felipe Massa   | 0 | 0                 |                   |          |  |  |       |       |       |
|  | Jean Alesi           | Jean Alesi           |                |                |   |                   |                   |          |  |  |       |       |       |
|  | Felipe Massa         | Felipe Massa         | 1              |                |   |                   |                   |          |  |  |       |       |       |
|  | Felipe Massa         | Felipe Massa         | 1              |                |   | Heikki Kovalainen | Heikki Kovalainen | 0        |  |  |       |       |       |
|  |                      |                      |                |                |   |                   |                   |          |  |  |       |       |       |
|  |                      |                      | Tom Kristensen | Tom Kristensen | 1 |                   |                   |          |  |  |       |       |       |
|  | Jeff Gordon          | Jeff Gordon          | Tom Kristensen | Tom Kristensen | 1 | 1                 |                   |          |  |  |       |       |       |
|  | Jeff Gordon          | Jeff Gordon          |                |                |   |                   |                   |          |  |  |       |       |       |
|  | Sébastien Bourdais   | Sébastien Bourdais   | 0              |                |   |                   |                   |          |  |  |       |       |       |
|  | Sébastien Bourdais   | Sébastien Bourdais   | 0              |                |   | Jeff Gordon       | Jeff Gordon       | 0        |  |  |       |       |       |
|  |                      |                      |                |                |   | Jeff Gordon       | Jeff Gordon       | 0        |  |  |       |       |       |
|  |                      |                      | Tom Kristensen | Tom Kristensen | 1 |                   |                   |          |  |  |       |       |       |
|  | Nelson Ângelo Piquet | Nelson Ângelo Piquet | Tom Kristensen | Tom Kristensen | 1 | 0                 |                   |          |  |  |       |       |       |
|  | Nelson Ângelo Piquet | Nelson Ângelo Piquet |                |                |   |                   |                   |          |  |  |       |       |       |
|  | Tom Kristensen       | Tom Kristensen       | 1              |                |   |                   |                   |          |  |  |       |       |       |
|  | Tom Kristensen       | Tom Kristensen       | 1              |                |   |                   |                   |          |  |  |       |       |       |

#### Runda kwalifikacyjna
Ze względu na dużą liczbę zawodników w grupie kierowców wyścigowych, rozegrana została runda wstępna, w której udział wzięło ośmiu spośród dwunastu kierowców.
| Kierowca                       |    | Kierowca                  |
| ------------------------------ | -- | ------------------------- |
| Jeff Gordon 2:05.0100          | vs | Christijan Albers -       |
| Sébastien Bourdais 1:54.8757   | vs | Dan Wheldon 1:58.6148     |
| Nelson Ângelo Piquet 1:52.9866 | vs | Mattias Ekström 1:54.2395 |
| David Coulthard 1:53.1299      | vs | Tom Kristensen 1:52.7306  |

#### Ćwierćfinały
| Kierowca                       |    | Kierowca                     |
| ------------------------------ | -- | ---------------------------- |
| Heikki Kovalainen 1:54.0386    | vs | Bernd Schneider 1:57.8859    |
| Jean Alesi 1:54.8608           | vs | Felipe Massa 1:53.8102       |
| Jeff Gordon 1:56.6810          | vs | Sébastien Bourdais 1:56.9084 |
| Nelson Ângelo Piquet 1:55.2597 | vs | Tom Kristensen 1:54.7267     |

#### Półfinały
| Kierowca                    |    | Kierowca                 |
| --------------------------- | -- | ------------------------ |
| Heikki Kovalainen 1:47.9089 | vs | Felipe Massa 1:48.7390   |
| Jeff Gordon 2:19.9630       | vs | Tom Kristensen 1:53.6579 |

#### Finał
| Kierowca                    |    | Kierowca                 |
| --------------------------- | -- | ------------------------ |
| Heikki Kovalainen 1:46.2349 | vs | Tom Kristensen 1:46.2282 |

### Kierowcy rajdowi
W tej grupie, ze względu na mniejszą liczbę startujących zawodników, runda kwalifikacyjna nie została rozegrana.
|  |                      |                      |                |                |   |                 |                 |          |  |  |       |       |       |
|  | Ćwierćfinał          | Ćwierćfinał          | Ćwierćfinał    |                |   | Półfinał        | Półfinał        | Półfinał |  |  | Finał | Finał | Finał |
|  | Ćwierćfinał          | Ćwierćfinał          | Ćwierćfinał    |                |   | Półfinał        | Półfinał        | Półfinał |  |  | Finał | Finał | Finał |
|  |                      |                      |                |                |   |                 |                 |          |  |  |       |       |       |
|  |                      |                      |                |                |   |                 |                 |          |  |  |       |       |       |
|  | Marcus Grönholm      | Marcus Grönholm      | 1              |                |   |                 |                 |          |  |  |       |       |       |
|  | Marcus Grönholm      | Marcus Grönholm      | 1              |                |   |                 |                 |          |  |  |       |       |       |
|  | Stéphane Peterhansel | Stéphane Peterhansel | 0              |                |   |                 |                 |          |  |  |       |       |       |
|  | Stéphane Peterhansel | Stéphane Peterhansel | 0              |                |   | Marcus Grönholm | Marcus Grönholm | 1        |  |  |       |       |       |
|  |                      |                      |                |                |   | Marcus Grönholm | Marcus Grönholm | 1        |  |  |       |       |       |
|  |                      |                      | Dani Sordo     | Dani Sordo     | 0 |                 |                 |          |  |  |       |       |       |
|  | Francois Duval       | Francois Duval       | Dani Sordo     | Dani Sordo     | 0 | 0               |                 |          |  |  |       |       |       |
|  | Francois Duval       | Francois Duval       |                |                |   |                 |                 |          |  |  |       |       |       |
|  | Dani Sordo           | Dani Sordo           | 1              |                |   |                 |                 |          |  |  |       |       |       |
|  | Dani Sordo           | Dani Sordo           | 1              |                |   | Marcus Grönholm | Marcus Grönholm | 0        |  |  |       |       |       |
|  |                      |                      |                |                |   |                 |                 |          |  |  |       |       |       |
|  |                      |                      | Sébastien Loeb | Sébastien Loeb | 1 |                 |                 |          |  |  |       |       |       |
|  | Colin McRae          | Colin McRae          | Sébastien Loeb | Sébastien Loeb | 1 | 1               |                 |          |  |  |       |       |       |
|  | Colin McRae          | Colin McRae          |                |                |   |                 |                 |          |  |  |       |       |       |
|  | Armin Schwarz        | Armin Schwarz        | 0              |                |   |                 |                 |          |  |  |       |       |       |
|  | Armin Schwarz        | Armin Schwarz        | 0              |                |   | Colin McRae     | Colin McRae     | 0        |  |  |       |       |       |
|  |                      |                      |                |                |   | Colin McRae     | Colin McRae     | 0        |  |  |       |       |       |
|  |                      |                      | Sébastien Loeb | Sébastien Loeb | 1 |                 |                 |          |  |  |       |       |       |
|  | Sébastien Loeb       | Sébastien Loeb       | Sébastien Loeb | Sébastien Loeb | 1 | 1               |                 |          |  |  |       |       |       |
|  | Sébastien Loeb       | Sébastien Loeb       |                |                |   |                 |                 |          |  |  |       |       |       |
|  | Travis Pastrana      | Travis Pastrana      | 0              |                |   |                 |                 |          |  |  |       |       |       |
|  | Travis Pastrana      | Travis Pastrana      | 0              |                |   |                 |                 |          |  |  |       |       |       |

#### Ćwierćfinały
| Kierowca                  |    | Kierowca                       |
| ------------------------- | -- | ------------------------------ |
| Marcus Grönholm 1:56.9406 | vs | Stéphane Peterhansel 1:57.9043 |
| Francois Duval -          | vs | Dani Sordo 1:56.2400           |
| Colin McRae 1:52.8600     | vs | Armin Schwarz 1:53.2096        |
| Sébastien Loeb 1:53.9708  | vs | Travis Pastrana 2:15.5375      |

#### Półfinały
| Kierowca                  |    | Kierowca                 |
| ------------------------- | -- | ------------------------ |
| Marcus Grönholm 1:54.0491 | vs | Dani Sordo 1:56.0218     |
| Colin McRae 1:54.6190     | vs | Sébastien Loeb 1:52.8756 |

#### Finał
| Kierowca                  |    | Kierowca                 |
| ------------------------- | -- | ------------------------ |
| Marcus Grönholm 1:54.1724 | vs | Sébastien Loeb 1:51.7369 |

### Finał główny
Finał główny rozgrywany jest pomiędzy kierowcami, którzy zwyciężyli w finałach w swoich grupach. Od pozostałych rund różni się tym, że kierowcy rozgrywają dwa pojedynki. W przypadku remisu rozgrywana jest runda dogrywkowa, której zwycięzca otrzymuje tytuł Mistrza Mistrzów (Champion of Champions).
| Kierowca                                                             |    | Kierowca                                                                     |
| -------------------------------------------------------------------- | -- | ---------------------------------------------------------------------------- |
| Tom Kristensen Renault Mégane Trophy 1:45.7349 Citroën Xsara WRC - 0 | vs | Sébastien Loeb Renault Mégane Trophy 1:45.6482 Citroën Xsara WRC 2:36.9539 2 |

## Puchar Narodów
Rywalizacja o Puchar Narodów (Nations Cup) odbywa się na podobnych zasadach jak rywalizacja indywidualna kierowców. Zwycięzcą pojedynku zostaje zespół, którego reprezentanci dwukrotnie pokonają zawodników przeciwnego zespołu. W przypadku remisu po dwóch wyścigach rozgrywany zostaje dodatkowy, trzeci wyścig, którego zwycięzca zdobywa dla swojego zespołu awans do kolejnej rundy rywalizacji.
|  |                   |                   |                 |                 |   |                   |                   |          |  |  |       |       |       |
|  | Ćwierćfinał       | Ćwierćfinał       | Ćwierćfinał     |                 |   | Półfinał          | Półfinał          | Półfinał |  |  | Finał | Finał | Finał |
|  | Ćwierćfinał       | Ćwierćfinał       | Ćwierćfinał     |                 |   | Półfinał          | Półfinał          | Półfinał |  |  | Finał | Finał | Finał |
|  |                   |                   |                 |                 |   |                   |                   |          |  |  |       |       |       |
|  |                   |                   |                 |                 |   |                   |                   |          |  |  |       |       |       |
|  | Francja           | Francja           | 1               |                 |   |                   |                   |          |  |  |       |       |       |
|  | Francja           | Francja           | 1               |                 |   |                   |                   |          |  |  |       |       |       |
|  | Team PlayStation  | Team PlayStation  | 2               |                 |   |                   |                   |          |  |  |       |       |       |
|  | Team PlayStation  | Team PlayStation  | 2               |                 |   | Team PlayStation  | Team PlayStation  | 2        |  |  |       |       |       |
|  |                   |                   |                 |                 |   | Team PlayStation  | Team PlayStation  | 2        |  |  |       |       |       |
|  |                   |                   | Wielka Brytania | Wielka Brytania | 1 |                   |                   |          |  |  |       |       |       |
|  | Wielka Brytania   | Wielka Brytania   | Wielka Brytania | Wielka Brytania | 1 | 2                 |                   |          |  |  |       |       |       |
|  | Wielka Brytania   | Wielka Brytania   |                 |                 |   |                   |                   |          |  |  |       |       |       |
|  | Niemcy            | Niemcy            | 0               |                 |   |                   |                   |          |  |  |       |       |       |
|  | Niemcy            | Niemcy            | 0               |                 |   | Team PlayStation  | Team PlayStation  | 0        |  |  |       |       |       |
|  |                   |                   |                 |                 |   |                   |                   |          |  |  |       |       |       |
|  |                   |                   | Skandynawia     | Skandynawia     | 2 |                   |                   |          |  |  |       |       |       |
|  | Brazylia          | Brazylia          | Skandynawia     | Skandynawia     | 2 | 1                 |                   |          |  |  |       |       |       |
|  | Brazylia          | Brazylia          |                 |                 |   |                   |                   |          |  |  |       |       |       |
|  | Stany Zjednoczone | Stany Zjednoczone | 2               |                 |   |                   |                   |          |  |  |       |       |       |
|  | Stany Zjednoczone | Stany Zjednoczone | 2               |                 |   | Stany Zjednoczone | Stany Zjednoczone | 0        |  |  |       |       |       |
|  |                   |                   |                 |                 |   | Stany Zjednoczone | Stany Zjednoczone | 0        |  |  |       |       |       |
|  |                   |                   | Skandynawia     | Skandynawia     | 2 |                   |                   |          |  |  |       |       |       |
|  | Finlandia         | Finlandia         | Skandynawia     | Skandynawia     | 2 | 0                 |                   |          |  |  |       |       |       |
|  | Finlandia         | Finlandia         |                 |                 |   |                   |                   |          |  |  |       |       |       |
|  | Skandynawia       | Skandynawia       | 2               |                 |   |                   |                   |          |  |  |       |       |       |
|  | Skandynawia       | Skandynawia       | 2               |                 |   |                   |                   |          |  |  |       |       |       |